# Naheed Nenshi
Naheed Nenshi, né le 2 février 1972 à Toronto, est un consultant en affaires, enseignant et homme politique canadien, chef du Nouveau Parti démocratique de l'Alberta depuis le 22 juin 2024.
Il est maire de Calgary en Alberta de 2010 à 2021. Le premier musulman à devenir maire d’une grande ville nord-américaine.

## Biographie
Né le 2 février 1972 à Toronto, Naheed Nenshi est le fils de Kurbanali Hussein Nenshi, propriétaire d’une petite entreprise, et de Noorjah Nenshi, un couple d'immigrés originaires de Tanzanie arrivé au Canada un an plus tôt. Il grandit à Calgary dans le quartier résidentiel de Marlborough (en)
Il fait des études en commerce à l'Université de Calgary. Diplômé en 1998 de l'université Harvard, il travaille pour la firme américaine de consultants McKinsey pendant quelques années.

### Maire de Calgary
Le 18 octobre 2010, il remporte l'élection municipale (en) et devient maire de Calgary, devenant ainsi le premier musulman à devenir maire d’une grande ville nord-américaine. Il est réélu en 2013 (en) et en 2017 (en) et ne se représente pas en 2021.

### Chef du NPD albertain
Le 11 mars 2024, près plus d'un mois de spéculation, Nenshi annonce sa candidature à la direction du Nouveau Parti démocratique de l'Alberta. Nenshi, qui n'est pas membre du parti, obtient une dispense spéciale pour se présenter à la direction. Le 22 juin 2024, il remporte la course à la direction au premier tour de scrutin, obtenant 62 746 votes, soit 86 % de votes.